# Xymene pulcherrimus
Xymene pulcherrimus es una especie de molusco gasterópodo de la familia Muricidae.

## Descripción
Xymene pulcherrimus es un gasterópodo marino que pertenece a la familia Muricidae, conocidos comúnmente como caracoles de roca o caracoles de murex. Los miembros de esta familia se caracterizan por sus conchas robustas y a menudo espinosas, aunque la morfología exacta puede variar significativamente entre las diferentes especies.

## Distribución geográfica
Esta especie se encuentra en las aguas de Nueva Zelanda. Los gasterópodos de esta región suelen habitar zonas rocosas y áreas con abundante vegetación marina, donde pueden encontrar alimento y refugio.

## Hábitat y Ecología
Xymene pulcherrimus habita principalmente en zonas intermareales y submareales. Se alimenta de otros invertebrados marinos, utilizando su rádula para perforar y consumir presas. Su presencia es indicativa de la salud del ecosistema marino, ya que son sensibles a los cambios en la calidad del agua y la disponibilidad de alimentos.

## Importancia
Los murícidos, incluida Xymene pulcherrimus, juegan un papel importante en el ecosistema marino como depredadores de otros invertebrados. Además, sus conchas a menudo se recolectan y estudian debido a su diversidad morfológica y su importancia en la investigación taxonómica.

## Conservación
No se dispone de información específica sobre el estado de conservación de Xymene pulcherrimus. Sin embargo, como muchos moluscos marinos, pueden estar en riesgo debido a la contaminación, la pérdida de hábitat y el cambio climático. La conservación de su hábitat natural es crucial para su supervivencia.